# Michael Strübel
Michael Strübel (* 16. Mai 1954 in Stuttgart; † 14. Dezember 2009 in Erfurt) war ein deutscher Politikwissenschaftler und Hochschullehrer.

## Leben
Nach dem Abitur 1973 folgte ein Studium der Politikwissenschaft, Geschichte und des Völkerrechts an der Universität Heidelberg und der Freien Universität Berlin, das Strübel im Wintersemester 1977/78 mit einem Magisterabschluss an der Philosophisch-Historischen Fakultät der Universität Heidelberg abschloss. Von 1977 bis 1980 war er Mitarbeiter an dem von der Deutschen Gesellschaft für Friedens- und Konfliktforschung geförderten Projekt Eurokommunismus und NATO am Institut für Friedensforschung und Sicherheitspolitik an der Universität Hamburg.
Von 1981 bis 1985 wurde er Wissenschaftlicher Mitarbeiter am Institut für Politikwissenschaft der Universität Gießen im Themengebiet Internationale Beziehungen. Bei Klaus von Beyme wurde Strübel 1982 an der Universität Heidelberg mit der Arbeit Kontinuität und Wandel in der Internationalen Politik der italienischen Kommunisten im Zeichen des „Historischen Kompromisses“ zum Dr. phil. promoviert. Von 1985 bis 1989 war er Hochschulassistent für Internationale Beziehungen und Vergleichende Regierungslehre am Institut für Politische Wissenschaft der Universität Heidelberg. Im Akademischen Jahr 1989/90 war Strübel Jean-Monnet-Fellow am Europäischen Hochschulinstitut Florenz. Seine Habilitation erfolgte 1991 mit der Arbeit Von der nationalen zur Internationalen Umweltpolitik – Entwicklungen, Defizite, Aufgaben ebenfalls an der Universität Heidelberg, anschließend wurde er dort Privatdozenten. Zur gleichen Zeit vertrat er den Lehrstuhl für Vergleichende Regierungslehre am Institut für Politikwissenschaft der Universität Stuttgart. Es folgen von 1992 bis 1994 Gastprofessuren an der Humboldt-Universität zu Berlin sowie durch Deutschen Akademischen Austauschdienstes an der Washington University in St. Louis.
Strübel folgte 1994 einem Ruf als Universitätsprofessor des Landes Thüringen für das Fach Politikwissenschaft, mit dem Schwerpunkt Internationale Politik an die Pädagogische Hochschule Erfurt. Ab 2001 war er bis zu seinem Tod Universitätsprofessor für Internationale Politik an der neugegründeten Staatswissenschaftlichen Fakultät der Universität Erfurt.

## Forschungsschwerpunkte
Strübel beschäftigte sich hauptsächlich mit vier Gebieten, so unter anderem mit der Deutschen Außen- und Sicherheitspolitik, außerdem mit der Umwelt-, Energie- und Klimapolitik sowie mit Trans- und Internationalen Organisationen. Von seiner primären Lehrtätigkeit etwas entfernter lag das Gebiet Film und Politik.

## Publikationen (Auswahl)
- Neue Wege der italienischen Kommunisten: zur Aussen- und Sicherheitspolitik der KPI (1973–1981). Baden-Baden 1982: Nomos-Verlagsgesellschaft. ISBN 3-7890-0831-1.
- mit Steffen Bukold: Wohin treibt Europa?: Der EG-Binnenmarkt und das gemeinsame europäische Haus. Marburg 1990: SP-Verlag Schüren. ISBN 3-924800-67-7.
- Internationale Umweltpolitik: Entwicklungen – Defizite – Aufgaben. Opladen 1992: Leske und Budrich. ISBN 3-8100-0974-1.
- Hrsg.: Film und Krieg: die Inszenierung von Politik zwischen Apologetik und Apokalypse. Opladen 2002: Leske und Budrich. ISBN 3-8100-3288-3.
- Hrsg.: Politische Theorie und Staatswissenschaften. Berlin 2008: de Gruyter Recht. ISBN 978-3-89949-478-5.